# Das Buddhistische Haus
Das Buddhistische Haus ("det buddhistiska huset") är ett tyskt buddhistiskt tempel som ligger i stadsdelen Frohnau i Berlin. Det är Europas första buddhistiska tempel.
Den tyske läkaren Paul Dahlke besökte Ceylon flera gånger och konverterade senare till buddhismen. Efter sin återkomst till Tyskland uppförde han det buddhistiska huset i Berlin. Byggnaden ritades av Max Meyer i lankesisk stil. Huset stod färdigt 1924. Trappan som leder till huset består av 73 steg..
I dagens läge är huset bebott av två munkar som kommer från Sri Lanka och undervisar i meditation. Huset följer theravada-traditionen.. Vid huset finns också ett bibliotek som är öppet för allmänheten tillsammans med själva huset.